# Aeroportul Lindi
Aeroportul Lindi (IATA: LDI, ICAO: HTLI) este un aeroport din Regiunea Lindi, Tanzania ce deservește zona Lindi. Aeroportul a fost tranzitat în decembrie 2017 de 18 pasageri. A fost numit după zona deservită.
Situat la o altitudine de 30 m, aeroportul dispune de o singură pistă. Este operat de Tanzania Airports Authority⁠(d).